# Orphnophanes eucerusalis
Orphnophanes eucerusalis is een vlinder van de familie van de grasmotten (Crambidae). De wetenschappelijke naam van deze soort is voor het eerst voorgesteld als Botys eucerusalis door Francis Walker in een publicatie uit 1859. De vlinder heeft een spanwijdte van ongeveer 2,5 centimeter.
De soort komt voor in India, Bhutan, Maleisië (Sarawak), Indonesië (Ambon) en Australië (Queensland).